# Tracy Reiner
Tracy Reiner (Albuquerque, 7 de julio de 1964) es una actriz estadounidense, reconocida principalmente por sus papeles en los filmes When Harry Met Sally..., Masque of the Red Death, A League of Their Own y Apollo 13.
Es hija de la actriz y cineasta Penny Marshall e hija adoptiva del director y escritor Rob Reiner.

## Filmografía

### Cine
| Año  | Título                                   | Papel                  | Notas        |
| ---- | ---------------------------------------- | ---------------------- | ------------ |
| 1984 | The Flamingo Kid                         | Polly                  |              |
| 1985 | The Sure Thing                           | Amiga de Alison        |              |
| 1986 | Nothing in Common                        | Vendedora              |              |
| 1986 | Jumpin' Jack Flash                       | Secretaria de Page     |              |
| 1988 | Big                                      | Investigadora          |              |
| 1988 | Die Hard                                 | Asistente de Thornburg |              |
| 1988 | Beaches                                  | Vendedora              |              |
| 1989 | When Harry Met Sally...                  | Emily                  |              |
| 1989 | New Year's Day                           | Marjorie               |              |
| 1989 | Masque of the Red Death                  | Lucrecia               |              |
| 1990 | Pretty Woman                             | Mujer en el auto       |              |
| 1991 | Frankie and Johnny                       | Abogada                |              |
| 1991 | Ted & Venus                              | Shelly                 |              |
| 1992 | A League of Their Own                    | Betty Horn             |              |
| 1995 | Apollo 13                                | Mary Haise             |              |
| 1996 | That Thing You Do!                       | Anita                  |              |
| 1996 | Frame by Frame                           |                        |              |
| 1998 | With Friends Like These...               | Asistente              |              |
| 1999 | The Other Sister                         | Michelle               |              |
| 2000 | Straight Right                           | Sra. Parker            |              |
| 2001 | The New Woman                            | Dra. Fritzi Haller     |              |
| 2001 | The Princess Diaries                     | Spencer                |              |
| 2001 | Riding in Cars with Boys                 | Enfermera              |              |
| 2003 | Saved by the Rules                       | Summer                 |              |
| 2004 | Raising Helen                            | Entrevistadora         |              |
| 2004 | The Princess Diaries 2: Royal Engagement | Lady Anthony           |              |
| 2006 | Stay Awake                               | Vera                   | Cortometraje |
| 2006 | State's Evidence                         | Cajera                 |              |
| 2010 | Valentine's Day                          | Fotógrafa francesa     |              |
| 2015 | Chloe and Theo                           | Mujer sin hogar        |              |

### Televisión
| Año  | Título            | Papel  | Notas                |
| ---- | ----------------- | ------ | -------------------- |
| 1977 | Laverne & Shirley | Helen  | "Tag Team Wrestling" |
| 1979 | Laverne & Shirley | Carole | "Bad Girls"          |
| 1981 | Laverne & Shirley | Tracy  | "Young at Heart"     |
| 1990 | Partners in Life  |        | Telefilme            |